# Piula d'esperons del Pangani
La piula d'esperons del Pangani (Macronyx aurantiigula) és un ocell de la família dels motacíl·lids (Motacillidae).

## Hàbitat i distribució
habita sabanes i estepes espinoses des de Somàlia, cap al sud, a través de l'est i sud-est de Kenya fins al nord-est de Tanzània.